# 3-й армейский корпус (Босния и Герцеговина)
3-й корпус Армии Республики Босния и Герцеговина (босн. Treci korpus Armije RBiH) — воинское подразделение Армии Республики Босния и Герцеговина, участвовавшее в Боснийской войне. В годы войны оно активно задействовало моджахедов.

## Краткая история
Сформирован 9 ноября 1992 по личному распоряжению Алии Изетбеговича из остатков Территориальной обороны Боснии и Герцеговины, а также боснийских спецподразделений и гражданских военизированных формирований. В годы Боснийской войны 3-й корпус контролировал территории общин: Баня-Лука, Босанска-Дубица, Босанска-Градишка, Бугойно, Бушовача, Челинац, Дони-Вакуф, Горни-Вакуф, Яйце, Какань, Котор-Варош, Купрес, Лакташи, Мрконич-Град, Нови-Травник, Прнявор, Скендер-Вакуф, Србац, Шипово, Травник, Вареш, Витез, Завидовичи, Зеница и Жепче.

## Структура
- Военная полиция 3-го корпуса
- Оперативная группа «Босанска Краина»
  -  7-я мусульманская горная бригада
  - 17-я бригада
  - 306-я бригада
  - 325-я бригада
- Оперативная группа «Лашва»
  - 309-я бригада
  - 325-я бригада
  - 333-я бригада
- Оперативная группа «Босна»
  - 318-я бригада
  - 319-я бригада
- Оперативная группа «Запад»
  - 307-я бригада
  - 308-я бригада
  - 312-я бригада
- Оперативная группа «7-Юг» — «Маглай»
  - 372-я «вороная» Маглайская бригада
  - 373-я Добойская моторизованная бригада
  - 374-я Тесличская бригада
  - 377-я «бешеная» Елахская бригада
- Личные подразделения командования корпуса
  - 301-я бригада
  - 303-я рыцарская горная бригада
  - 314-я горная бригада
- Отряды моджахедов